# Nicolas Arnesson
Nicolas Arnesson (vieux norois: Nikolás Árnason) (né vers 1150 – 7 novembre 1225), prince norvégien, est évêque d'Oslo de 1190 à 1225. Pendant les guerres civiles, il est un des chefs de l'opposition au roi Sverre de Norvège et des fondateurs du parti ecclésiastique des Bagler. Il est un des principaux antagonistes de la Sverris saga et il apparaît également dans le drame historique d'Henrik Ibsen de 1863 « Kongs-Emnerne »  (titre français : Les Prétendants à la couronne).

## Origine
Nicolas est le fils de Ingrid Rögnvaldsdotter, reine douairière de Norvège et de son 4e époux 
Arne Ivarsson de Stårheim (norvégien:Árni Ívarsson). Nicolas est le demi-frère utérin du roi
Inge Ier de Norvège et de ce fait un partisan de Magnus V de Norvège dans la guerre civile qui oppose ce dernier au prétendant Sverre il combat aux côtés de Magnus lors de la bataille de Ilevollene en 1180 dans les environs de Nidaros, et apparaît comme son émissaire dans les années suivantes lors des négociations sans suite menées avec Sverre. Le conflit se termine avec la mort de Magnus V en 1184 lors de la bataille de Fimreite qui laisse Sverre seul roi de Norvège

## Carrière ecclésiastique et politique
Nicolas est élu évêque, selon la saga du roi Sverre grâce à l'intervention auprès de ce dernier de la reine Margaret, qui est cousine issue de germain de Nicolas. Ce dernier fut évêque d'Oslo pendant 35 ans, de 1190 jusqu'à sa mort en 1225. Toutefois selon la Sverris saga il est d'abord fait évêque de Stavanger  puis transféré à Oslo par l'archevêque, mais cette mutation n'est pas relevée dans la documentation contemporaine et est probablement liée à une tentative des auteurs de la saga de discréditer l'évêque à l'époque ou les relations entre l'Église de Norvège et le roi étaient devenues très mauvaises obligeant Erik Ivarsson l'archevêque de Nidaros à s'exiler en Angleterre. 
Bien qu'il ne semble n'avoir participer à aucune révolte, le roi Sverre accuse Nicolas de trahison et le menace d'une punition sévère. Nicolas se soumet et le 29 juin 1194 à Bergen, avec les autres évêques : Thorir d’Hamar, Nial de Stavanger et Martin un clerc anglais élu évêque de la ville, ils couronnent Sverre roi de Norvège. Plus tard, un nouveau soulèvement des anciens partisans du roi Magnus V entraine leur rupture. Sverre accuse de nouveau Nicolas de trahison proclamant qu'il est impliqué avec ces derniers. Nicolas est banni et rejoint l'archevêque exilé Erik Ivarsson (norvégien Eirik Ivarsson), et l'évêque de Stavanger au Danemark. Erik s'était réfugié dans la cité de Lund en Scanie, où l'archevêque Absalon avait son siège.
À partir de 1196, Nicolas devient l'un des chefs du parti des Bagler conjointement avec un noble du Viken, Hreidar Sendemand gendre de Magnus V, et Sigurd Jarlsson, fils illégitime de Erling Skakke le père de Magnus V. L'archevêque Erik Ivarsson apporte son soutien à l'opération. Les Bagler choisissent comme candidat au trône Inge Magnusson, qui proclame être un fils illégitime du roi Magnus V. Les Bagler s'établissent dans la région du Viken, où est situé l'évêché de Nicolas et où les partisans du roi Magnus avait traditionnellement la base territoriale de leur pouvoir. Le 18 juin 1199, les deux flottes se rencontrent lors du combat naval de Strindafjord. Sverre remporte une victoire décisive et la flotte des Bagler prend la fuite.
Bien que l'occasion de prendre le pouvoir soit passée, le Viken reste loyal à la cause des Bagler jusqu'à la fin de la guerre civile. Après la défaite des Bagler lors de la bataille de Strindafjord, Nicolas se réfugie au Danemark et semble y être resté jusqu'après la mort de Sverre en 1202 et la réconciliation finale entre les partis qui intervient sous le règne de son fils Haakon III de Norvège.

## Sources
- (en) Cet article est partiellement ou en totalité issu de l’article de Wikipédia en anglais intitulé « Nicholas Arnesson » (voir la liste des auteurs).
- (en) Knut Gjerset History of the Norwegian People The Macmillan Company New york 1915, « King Sverre's Reign ».
- Karl Jónsson La Saga de Sverrir, Roi de Norvège: traduite, annotée et présentée par Torfi H. Tulinius. « Collection Les classiques du Nord ». Les Belles Lettres. Paris 2010  (ISBN 2251071148)
- Lucien Musset, Les Peuples scandinaves au Moyen Âge, Paris, Presses universitaires de France, 1951, 342 p. (OCLC 3005644)